# Two Tickets to Paradise
Two Tickets to Paradise è un brano musicale scritto e interpretato dal cantante statunitense Eddie Money, pubblicato come singolo discografico nel 1978 ed estratto dal suo primo album in studio Eddie Money.

## Tracce
- 7"

1. Two Tickets to Paradise
2. Don't Worry

## Classifiche
| Classifica (1979) | Posizione massima |
| ----------------- | ----------------- |
| Stati Uniti       | 22                |

## In altri media
- Homer Simpson canta una parte della canzone nell'episodio Homer ama Flanders (Homer Loves Flanders) della quinta stagione della serie animata I Simpson.